# Bob- und Skeleton-Weltmeisterschaften 2012
Die Wettkämpfe der siebenten gemeinsamen Bob- und Skeletonweltmeisterschaften fanden vom 13. bis zum 26. Februar 2012 in Lake Placid in den Vereinigten Staaten auf der dortigen Olympia-Bobbahn Mount Van Hoevenberg statt. Die Bobsportler führten die 58. Bob-Weltmeisterschaft durch und waren nach 1949, 1961, 1969, 1973, 1978, 1983, 2003 und 2009 zum neunten Mal auf der traditionsreichen Bahn zu Gast. Die Skeletonsportler trugen ihre 22. Weltmeisterschaft aus und gastierten zum dritten Mal in Lake Placid. 
Als Austragungsort wurde am 9. Juni 2008 ursprünglich St. Moritz durch den in Chianciano Terme abgehaltenen Kongress des Internationalen Bob- und Schlittenverbandes (FIBT) gewählt. Am 31. Mai 2009 wurde auf dem FIBT-Kongress in Moskau die nachfolgende Weltmeisterschaft für das Jahr 2013 an Lake Placid vergeben. Die Austragungsorte wurden jedoch im September 2010 ausgetauscht. Der Wechsel erfolgte aus Kostengründen, da am Ende der Saison 2012/13 eine Trainingswoche auf der neuen Olympiabahn in Krasnaja Poljana geplant wurde und aus der Schweiz wesentlich geringere Transportaufwände anfielen.

## Bobsport

### Frauen

#### Zweierbob
| Platz | Land                     | Sportler                                          | 1. Lauf | 2. Lauf | 1. Tag  | 3. Lauf | 4. Lauf | Gesamt               |
| ----- | ------------------------ | ------------------------------------------------- | ------- | ------- | ------- | ------- | ------- | -------------------- |
| 1     | Kanada I                 | Kaillie Humphries Jennifer Ciochetti              | 57,10   | 57,07   | 1:54,17 | 57,22   | 57,18   | 3:48,57 min          |
| 2     | Deutschland III          | Sandra Kiriasis Petra Lammert                     | 57,30   | 57,28   | 1:54,58 | 57,21   | 57,11   | 3:48,90 min + 0,33 s |
| 3     | Vereinigte Staaten I     | Elana Meyers Katie Eberling                       | 57,22   | 57,45   | 1:54,67 | 57,41   | 57,49   | 3:49,57 min + 1,00 s |
| 4     | Deutschland I            | Cathleen Martini Janine Tischer Franziska Bertels | 57,37   | 57,53   | 1:54,90 | 57,45   | 57,47   | 3:49,82 min + 1,25 s |
| 5     | Kanada II                | Helen Upperton Shelly-Ann Brown                   | 57,58   | 57,35   | 1:54,93 | 57,57   | 57,45   | 3:49,95 min + 1,38 s |
| 6     | Schweiz I                | Fabienne Meyer Hanne Schenk                       | 57,44   | 57,59   | 1:55,03 | 57,56   | 57,67   | 3:50,26 min + 1,69 s |
| 7     | Vereinigtes Königreich I | Paula Walker Gillian Cooke                        | 57,54   | 57,65   | 1:55,19 | 57,64   | 57,77   | 3:50,60 min + 2,03 s |
| 8     | Deutschland II           | Anja Schneiderheinze Lisette Thöne                | 57,74   | 57,51   | 1:55,25 | 57,87   | 57,75   | 3:50,87 min + 2,30 s |
| 9     | Österreich I             | Christina Hengster Inga Versen                    | 57,77   | 57,79   | 1:55,56 | 57,90   | 57,68   | 3:51,14 min + 2,57 s |
| 10    | Vereinigte Staaten III   | Jazmine Fenlator Ingrid Marcum                    | 57,81   | 57,52   | 1:55,33 | 57,90   | 58,05   | 3:51,28 min + 2,71 s |
| 11    | Russland II              | Olga Fjodorowa Margarita Ismailowa                | 57,83   | 57,79   | 1:55,62 | 58,02   | 57,93   | 3:51,57 min + 3,00 s |
| 12    | Vereinigte Staaten II    | Bree Schaaf Emily Azevedo                         | 57,95   | 57,69   | 1:55,64 | 58,08   | 58,12   | 3:51,84 min + 3,27 s |
| 13    | Russland I               | Anastassija Tambowzewa Ljudmila Udobkina          | 57,87   | 57,82   | 1:55,69 | 58,04   | 58,19   | 3:51,92 min + 3,35 s |
| 14    | Russland III             | Wiktorija Tokowaja Alexandra Pachmutowa           | 58,59   | 58,17   | 1:56,76 | 58,24   | 58,28   | 3:53,28 min + 4,71 s |
| 15    | Australien I             | Astrid Radjenovic Ebony Gorincu                   | 58,64   | 58,54   | 1:57,18 | 58,55   | 58,64   | 3:54,37 min + 5,80 s |
| 16    | Belgien I                | Elfje Willemsen Wendy van Leuven                  | 58,60   | 58,31   | 1:56,91 | 58,54   | 59,05   | 3:54,50 min + 5,93 s |
| 17    | Belgien II               | Eva Willemarck An Vannieuwenhuyse                 | 59,41   | 59,22   | 1:58,63 | 59,63   | 59,38   | 3:57,64 min + 9,07 s |

Datum: 17. Februar 2012

### Männer

#### Zweierbob
| Platz                                   | Land                     | Sportler                                   | 1. Lauf | 2. Lauf | 1. Tag  | 3. Lauf | 4. Lauf | Gesamt               |
| --------------------------------------- | ------------------------ | ------------------------------------------ | ------- | ------- | ------- | ------- | ------- | -------------------- |
| 1                                       | Vereinigte Staaten I     | Steven Holcomb Steven Langton              | 55,96   | 55,75   | 1:51,71 | 55,54   | 55,63   | 3:42,88 min          |
| 2                                       | Kanada I                 | Lyndon Rush Jesse Lumsden                  | 55,71   | 55,88   | 1:51,59 | 55,86   | 55,89   | 3:43,34 min + 0,46 s |
| 3                                       | Deutschland I            | Maximilian Arndt Kevin Kuske               | 55,78   | 56,02   | 1:51,80 | 55,71   | 55,92   | 3:43,43 min + 0.55 s |
| 4                                       | Deutschland III          | Francesco Friedrich Marko Hübenbecker      | 56,12   | 56,03   | 1:52,15 | 55,74   | 55,61   | 3:43,50 min + 0,62 s |
| 5                                       | Schweiz I                | Beat Hefti Thomas Lamparter                | 55,94   | 55,96   | 1:51,90 | 55,90   | 55,94   | 3:43,74 min + 0,86 s |
| 6                                       | Vereinigte Staaten II    | John Napier Christopher Fogt               | 56,04   | 56,10   | 1:52,14 | 56,05   | 55,93   | 3:44,12 min + 1,24 s |
| 7                                       | Deutschland II           | Manuel Machata Andreas Bredau              | 55,98   | 56,09   | 1:52,07 | 56,17   | 56,04   | 3:44,28 min + 1,40 s |
| 8                                       | Lettland I               | Oskars Melbārdis Daumants Dreiškens        | 55,96   | 56,05   | 1:52,01 | 56,16   | 56,17   | 3:44,34 min + 1,46 s |
| 9                                       | Vereinigte Staaten III   | Nick Cunningham Dallas Robinson            | 56,29   | 55,92   | 1:52,21 | 56,15   | 55,99   | 3:44,35 min + 1,47 s |
| 10                                      | Schweiz II               | Gregor Baumann Alex Baumann                | 56,09   | 56,10   | 1:52,19 | 56,24   | 56,03   | 3:44,46 min + 1,58 s |
| 11                                      | Niederlande I            | Edwin van Calker Sybren Jansma             | 56,29   | 56,29   | 1:52,58 | 56,00   | 55,91   | 3:44,49 min + 1,61 s |
| 12                                      | Rumänien I               | Nicolae Istrate Florin Crăciun             | 56,37   | 56,41   | 1:52,78 | 56,12   | 56,12   | 3:45,02 min + 2,14 s |
| 13                                      | Italien I                | Simone Bertazzo Francesco Costa            | 56,55   | 56,34   | 1:52,89 | 56,51   | 55,81   | 3:45,21 min + 2,33 s |
| 14                                      | Monaco I                 | Patrice Servelle Lascelles Brown           | 56,35   | 56,28   | 1:52,63 | 56,72   | 56,19   | 3:45,54 min + 2,66 s |
| 15                                      | Lettland II              | Edgars Maskalāns Intars Dambis             | 56,29   | 56,63   | 1:52,89 | 56,49   | 56,22   | 3:45,63 min + 2,75 s |
| 16                                      | Russland II              | Alexander Kasjanow Maxim Belugin           | 56,60   | 56,76   | 1:53,36 | 56,62   | 56,36   | 3:46,33 min + 3,45 s |
| 17                                      | Kanada II                | Justin Kripps Derek Plug                   | 57,03   | 56,53   | 1:53,56 | 56,75   | 56,11   | 3:46,42 min + 3,54 s |
| 18                                      | Tschechien I             | Jan Vrba Jan Stokláska                     | 56,64   | 56,68   | 1:53,32 | 56,95   | 56,48   | 3:46,75 min + 3,87 s |
| 19                                      | Russland III             | Nikita Sacharow Maxim Meleschkin           | 56,73   | 56,83   | 1:53,56 | 56,87   | 56,54   | 3:46,97 min + 4,09 s |
|                                         | Vereinigtes Königreich I | John Jackson Bruce Tasker                  | 56,70   | 56,54   | 1:53,24 | 56,39   | DNF     | DNF                  |
| Für den vierten Lauf nicht qualifiziert |                          |                                            |         |         |         |         |         |                      |
| 20                                      | Australien I             | Heath Spence Duncan Harvey                 | 57,02   | 57,03   | 1:54,05 | 57,27   | -       | 2:51,32 min          |
| 21                                      | Slowakei I               | Milan Jagnešák Juraj Mikráš                | 57,42   | 57,48   | 1:54,90 | 57,28   | -       | 2:52,18 min          |
| 22                                      | Lettland III             | Uģis Žaļims Raivis Broks                   | 57,51   | 57,46   | 1:54,97 | 57,45   | -       | 2:52,42 min          |
| 23                                      | Frankreich I             | Thibault Alexis Godefroy Alexandre Jolivet | 57,74   | 57,35   | 1:55,09 | 57,60   | -       | 2:52,69 min          |
| 24                                      | Liechtenstein I          | Michael Klingler Jonas Gantenbein          | 57,93   | 57,48   | 1:55,41 | 57,88   | -       | 2:53,29 min          |
| 25                                      | Serbien I                | Vuk Rađenović Damjan Zlatnar               | 57,98   | 57,54   | 1:55,52 | 57,38   | -       | 2:53,90 min          |
| 26                                      | Südkorea I               | Kim Dong-hyun Seo Young-woo                | 57,85   | 58,42   | 1:56,27 | 57,98   | -       | 2:54,25 min          |
|                                         | Niederlande II           | Ivo de Bruin Bror van der Zijde            | DSQ     |         |         |         |         |                      |
|                                         | Russland I               | Alexander Subkow Dmitri Trunenkow          | DSQ     |         |         |         |         |                      |

Datum: 18./19. Februar 2012
Von 29 gemeldeten Bobteams gingen 27 an den Start. Russland I wurde wegen Untergewicht und Niederlande II wegen Übergewicht disqualifiziert.

#### Viererbob
| Platz | Land                     | Sportler                                                           | 1. Lauf | 2. Lauf | 1. Tag  | 3. Lauf | 4. Lauf | Gesamt               |
| ----- | ------------------------ | ------------------------------------------------------------------ | ------- | ------- | ------- | ------- | ------- | -------------------- |
| 1     | Vereinigte Staaten I     | Steven Holcomb Justin Olsen Steven Langton Curtis Tomasevicz       | 54,34   | 54,58   | 1:48,92 | 53,92   | 53,99   | 3:36.83 min          |
| 2     | Deutschland I            | Maximilian Arndt Alexander Rödiger Kevin Kuske Martin Putze        | 54,19   | 54,74   | 1:48,93 | 54,12   | 54,28   | 3:37.33 min + 0.50 s |
| 3     | Deutschland II           | Manuel Machata Marko Hübenbecker Andreas Bredau Christian Poser    | 54,38   | 54,82   | 1:49,20 | 54,25   | 54,18   | 3:37.63 min + 0.80 s |
| 4     | Niederlande I            | Edwin van Calker Arno Klaassen Sybren Jansma Jeroen Piek           | 54,60   | 54,95   | 1:49,55 | 54,23   | 54,16   | 3:37.94 min + 1.11 s |
| 5     | Russland I               | Alexander Subkow Filipp Jegorow Dmitri Trunenkow Maxim Mokroussow  | 54,38   | 54,97   | 1:49,35 | 54,27   | 54,49   | 3:38.11 min + 1.28 s |
| 6     | Lettland I               | Edgars Maskalāns Daumants Dreiškens Uģis Žaļims Intars Dambis      | 54,69   | 54,93   | 1:49,62 | 54,21   | 54,37   | 3:38.20 min + 1.37 s |
| 7     | Kanada I                 | Lyndon Rush Jesse Lumsden Cody Sorensen Neville Wright             | 54,88   | 54,75   | 1:49,63 | 54,21   | 54,48   | 3:38.32 min + 1.49 s |
| 8     | Schweiz I                | Gregor Baumann Patrick Blöchliger Alex Baumann Jürg Egger          | 54,87   | 55,21   | 1:50,08 | 54,43   | 54,58   | 3:39.09 min + 2.26 s |
| 9     | Deutschland III          | Francesco Friedrich Ronny Listner Michail Makarow Thomas Blaschek  | 54,84   | 55,08   | 1:49,92 | 54,42   | 54,97   | 3:39.31 min + 2.48 s |
| 10    | Vereinigtes Königreich I | John Jackson Stuart Benson Bruce Tasker Joel Fearon                | 55,25   | 55,09   | 1:50,34 | 54,62   | 54,49   | 3:39.45 min + 2.62 s |
| 11    | Russland II              | Alexander Kassjanow Pjotr Moissejew Maxim Belugin Nikolai Krenkov  | 54,89   | 55,29   | 1:50,18 | 54,58   | 54,73   | 3:39.49 min + 2.66 s |
| 11    | Russland III             | Nikita Sacharow Alexei Negodailo Ilwir Chusin Juri Selikow         | 55,07   | 55,06   | 1:50,13 | 54,79   | 54,57   | 3:39.49 min + 2.66 s |
| 13    | Tschechien I             | Jan Vrba Vladimir Hladik Martin Bohmann Jan Stokláska              | 55,11   | 55,19   | 1:50,30 | 54,64   | 54,74   | 3:39.68 min + 2.85 s |
| 13    | Vereinigte Staaten III   | Nick Cunningham Jesse Beckom Johnny Quinn Dallas Robinson          | 55,21   | 55,35   | 1:50,56 | 54,53   | 54,59   | 3:39.68 min + 2.85 s |
| 15    | Italien I                | Simone Bertazzo Simone Fontana Gianluca Bruno Francesco Costa      | 55,38   | 55,38   | 1:50,76 | 54,88   | 54,95   | 3:40.59 min + 3.76 s |
| 16    | Rumänien I               | Nicolae Istrate Emil Peptea Bogdan Otavă Florin Crăciun            | 55,27   | 55,47   | 1:50,74 | 55,03   | 55,14   | 3:40.91 min + 4.08 s |
| 17    | Südkorea I               | Won Yun-jong Sik Kim Hongbae Kim Seo Young-woo                     | 55,82   | 55,69   | 1:51,51 | 55,45   | 55,31   | 3:42.27 min + 5.44 s |
| −     | Australien I             | Heath Spence Gareth Nichols Ben Lisson Lucas Mata                  | 55,85   | 55,70   | 1:51,55 | DNF     | DNF     | DNF                  |
| −     | Lettland II              | Oskars Melbārdis Helvijs Lusis Arvis Vilkaste Jānis Strenga        | 55,25   | 55,09   | 1:50,34 | DNS     | DNS     | DNS                  |
| −     | Frankreich I             | Thibault Godefroy Jeremy Baillard Alexandre Jolivet Vincent Ricard | DNS     | DNS     | DNS     | DNS     | DNS     | DNS                  |
| −     | Kanada II                | Justin Kripps Timothy Randall James Mcnaughton Derek Plug          | DSQ     | DSQ     | DSQ     | DSQ     | DSQ     | DSQ                  |
| −     | Vereinigte Staaten II    | John Napier Charles Berkeley Adam Clark Chris Fogt                 | 54,75   | DSQ     | DSQ     | DSQ     | DSQ     | DSQ                  |
| −     | Slowakei I               | Milan Jagnesak Martin Tešovič Robert Chorvat Juraj Mokras          | 55,61   | 55,38   | 1:50,99 | 54,98   | DSQ     | DSQ                  |

Datum: 25./26. Februar 2012

## Skeletonsport

### Frauen
| Platz                                   | Sportlerin            | Land                         | Lauf 1 | Lauf 2 | 1. Tag  | Lauf 3 | Lauf 4 | Endzeit              |
| --------------------------------------- | --------------------- | ---------------------------- | ------ | ------ | ------- | ------ | ------ | -------------------- |
| 01                                      | Katie Uhlaender       | Vereinigte Staaten           | 55,54  | 55,49  | 1:51,03 | 55,62  | 55,68  | 3:42,33 min          |
| 02                                      | Mellisa Hollingsworth | Kanada                       | 55,64  | 55,57  | 1:51,21 | 55,61  | 55,68  | 3:42,50 min +0,17 s  |
| 03                                      | Elizabeth Yarnold     | Vereinigtes Königreich       | 55,95  | 55,76  | 1:51,71 | 55,40  | 55,58  | 3:42,69 min +0,36 s  |
| 04                                      | Shelley Rudman        | Vereinigtes Königreich       | 55,48  | 56,00  | 1:51,48 | 55,58  | 56,07  | 3:43,13 min + 0,80 s |
| 05                                      | Amy Williams          | Vereinigtes Königreich       | 56,01  | 55,74  | 1:51,75 | 55,81  | 55,68  | 3:43,24 min + 0,91 s |
| 06                                      | Marion Thees          | Deutschland                  | 55,98  | 55,75  | 1:51,73 | 55,87  | 56,26  | 3:43,86 min + 1,53 s |
| 07                                      | Katharina Heinz       | Deutschland                  | 55,83  | 55,98  | 1:51,81 | 56,10  | 56,48  | 3:44,39 min + 2,06 s |
| 08                                      | Anja Huber            | Deutschland                  | 55,90  | 56,40  | 1:52,30 | 56,12  | 56,08  | 3:44,50 min + 2,17 s |
| 09                                      | Lucy Chaffer          | Australien                   | 55,98  | 55,96  | 1:51,94 | 56,05  | 56,58  | 3:44,57 min + 2,24 s |
| 10                                      | Anne O’Shea           | Vereinigte Staaten           | 56,20  | 56,13  | 1:52,33 | 56,21  | 56,06  | 3:44,60 min + 2,27 s |
| 11                                      | Sarah Reid            | Kanada                       | 56,23  | 56,14  | 1:52,37 | 56,07  | 56,43  | 3:44,87 min + 2,54 s |
| 12                                      | Amy Gough             | Kanada                       | 56,15  | 56,18  | 1:52,33 | 56,48  | 56,15  | 3:44,96 min + 2,63 s |
| 13                                      | Katharine Eustace     | Neuseeland                   | 56,12  | 56,09  | 1:52,21 | 56,24  | 56,55  | 3:45,00 min + 2,67 s |
| 14                                      | Swetlana Wassiljewa   | Russland                     | 56,46  | 56,12  | 1:52,58 | 56,44  | 56,04  | 3:45,06 min + 2,73 s |
| 15                                      | Nozomi Komuro         | Japan                        | 56,37  | 56,36  | 1:52,77 | 56,04  | 56,32  | 3:45,09 min + 2,76 s |
| 16                                      | Rose McGrandle        | Vereinigtes Königreich       | 56,41  | 56,50  | 1:52,91 | 56,25  | 56,21  | 3:45,37 min + 3,04 s |
| 17                                      | Emma Lincoln-Smith    | Australien                   | 56,11  | 56,14  | 1:52,25 | 56,75  | 56,79  | 3:45,79 min + 3,46 s |
| 18                                      | Janine Flock          | Österreich                   | 56,30  | 56,41  | 1:52,71 | 57,01  | 56,87  | 3:46,59 min + 4,26 s |
| 19                                      | Olga Potylizyna       | Russland                     | 56,38  | 57,12  | 1:53,50 | 56,55  | 56,84  | 3:46,89 min + 4,56 s |
| 20                                      | Marina Gilardoni      | Schweiz                      | 56,87  | 56,56  | 1:53,43 | 56,73  | 56,95  | 3:47,11 min + 4,78 s |
| Für den vierten Lauf nicht qualifiziert |                       |                              |        |        |         |        |        |                      |
| 21                                      | Marija Orlowa         | Russland                     | 56,57  | 56,93  | 1:53,50 | 56,96  | −      | 2:50,46 min          |
| 22                                      | Joska Le Conté        | Niederlande                  | 57,44  | 57,02  | 1:54,46 | 56,70  | −      | 2:51,16 min          |
| 23                                      | Barbara Hosch         | Schweiz                      | 57,38  | 57,15  | 1:54,53 | 57,03  | −      | 2:51,56 min          |
| 24                                      | Maria Mazilu          | Rumänien                     | 58,00  | 57,29  | 1:55,29 | 57,01  | −      | 2:52,30 min          |
| 25                                      | Michaela Gläßer       | Tschechien                   | 57,63  | 57,17  | 1:54,80 | 57,72  | −      | 2:52,52 min          |
| 26                                      | Rindy Loucks          | Jamaika                      | 58,70  | 58,64  | 1:57,34 | 58,64  | −      | 2:55,98 min          |
|                                         | Katie Tannenbaum      | Amerikanische Jungferninseln | 59,26  | DNF    | DNF     | DNF    | DNF    | DNF                  |

Datum: 23. Februar 2012

### Männer
| Platz                                   | Sportler                  | Land                   | Lauf 1 | Lauf 2 | 1. Tag  | Lauf 3 | Lauf 4 | Endzeit              |
| --------------------------------------- | ------------------------- | ---------------------- | ------ | ------ | ------- | ------ | ------ | -------------------- |
| 1                                       | Martins Dukurs            | Lettland               | 53,77  | 54,37  | 1:48,14 | 54,34  | 54,61  | 3:37,09 min          |
| 2                                       | Frank Rommel              | Deutschland            | 54,00  | 54,83  | 1:48,83 | 55,21  | 55,13  | 3:39,17 min + 2,08 s |
| 3                                       | Ben Sandford              | Neuseeland             | 54,31  | 55,20  | 1:49,51 | 54,76  | 55,23  | 3:39,50 min + 2,41 s |
| 4                                       | Sergei Tschudinow         | Russland               | 54,37  | 55,20  | 1:49,57 | 55,01  | 55,07  | 3:39,65 min + 2,56 s |
| 5                                       | Tomass Dukurs             | Lettland               | 54,13  | 55,31  | 1:49,43 | 55,19  | 55,12  | 3:39,75 min + 2,66 s |
| 5                                       | Matthew Antoine           | Vereinigte Staaten     | 54,28  | 55,04  | 1:49,32 | 55,00  | 55,43  | 3:39,75 min + 2,66 s |
| 7                                       | Alexander Gassner         | Deutschland            | 54,70  | 55,23  | 1:49,93 | 55,25  | 55,17  | 3:40,35 min + 3,26 s |
| 8                                       | John Daly                 | Vereinigte Staaten     | 54,66  | 55,24  | 1:49,90 | 54,89  | 55,73  | 3:40,52 min + 3,43 s |
| 9                                       | Alexander Kröckel         | Deutschland            | 54,60  | 55,22  | 1:49,82 | 55,54  | 55,18  | 3:40,54 min + 3,45 s |
| 10                                      | John Fairbairn            | Kanada                 | 54,45  | 55,36  | 1:49,81 | 55,39  | 55,51  | 3:40,71 min + 3,62 s |
| 11                                      | Michael Douglas           | Kanada                 | 54,78  | 55,31  | 1:50,09 | 55,43  | 55,41  | 3:40,93 min + 3,84 s |
| 12                                      | Alexander Tretjakow       | Russland               | 55,29  | 55,40  | 1:50,69 | 55,04  | 55,62  | 3:41,35 min + 4,26 s |
| 13                                      | Eric Neilson              | Kanada                 | 54,95  | 55,51  | 1:50,46 | 55,97  | 55,03  | 3:41,46 min + 4,37 s |
| 14                                      | Kristan Bromley           | Vereinigtes Königreich | 54,44  | 55,66  | 1:50,10 | 55,51  | 55,94  | 3:41,55 min + 4,46 s |
| 14                                      | Ed Smith                  | Vereinigtes Königreich | 54,96  | 55,40  | 1:50,36 | 55,50  | 55,69  | 3:41,55 min + 4,46 s |
| 16                                      | Anton Batujew             | Russland               | 55,31  | 55,57  | 1:50,88 | 55,44  | 55,25  | 3:41,57 min + 4,48 s |
| 17                                      | Adam Pengilly             | Vereinigtes Königreich | 54,45  | 55,85  | 1:50,30 | 55,47  | 55,88  | 3:41,65 min + 4,56 s |
| 18                                      | Matthias Guggenberger     | Österreich             | 54,86  | 55,57  | 1:50,43 | 55,87  | 56,02  | 3:42,32 min + 5,23 s |
| 19                                      | Maurizio Oioli            | Italien                | 55,37  | 55,66  | 1:51,03 | 55,95  | 56,03  | 3:43,01 min + 5,92 s |
| 20                                      | Hiroatsu Takahashi        | Japan                  | 55,62  | 55,44  | 1:51,06 | 55,87  | 56,09  | 3:43,02 min + 5,93 s |
| Für den vierten Lauf nicht qualifiziert |                           |                        |        |        |         |        |        |                      |
| 21                                      | Shinsuke Tayama           | Japan                  | 55,39  | 56,23  | 1:51,62 | 56,02  | −      | 2:47,64 min          |
| 22                                      | Axel Jungk                | Deutschland            | 55,83  | 56,42  | 1:52,25 | 55,91  | −      | 2:48,16 min          |
| 23                                      | Lukas Kummer              | Schweiz                | 55,66  | 56,19  | 1:51,85 | 56,37  | −      | 2:48,22 min          |
| 23                                      | Michael Höfer             | Schweiz                | 55,69  | 56,42  | 1:52,11 | 56,11  | −      | 2:48,22 min          |
| 25                                      | Ander Mirambell           | Spanien                | 55,74  | 56,32  | 1:52,06 | 56,56  | −      | 2:48,62 min          |
| 26                                      | Raphael Maier             | Österreich             | 55,59  | 56,83  | 1:52,42 | 56,32  | −      | 2:48,74 min          |
| 27                                      | Silviu Alexandru Mesarosi | Rumänien               | 56,73  | 57,13  | 1:53,86 | 56,27  | −      | 2:50,13 min          |
| 28                                      | Alexandros Kefalas        | Griechenland           | 56,11  | 57,04  | 1:53,15 | 57,35  | −      | 2:50,50 min          |
| 29                                      | Bradley Chalupski         | Israel                 | 56,57  | 58,20  | 1:54,77 | 57,18  | −      | 2:51,95 min          |
| 30                                      | Urs Vescoli               | Australien             | 57,19  | 57,78  | 1:54,97 | 57,77  | −      | 2:52,74 min          |
| 31                                      | Kim Tae-rae               | Südkorea               | 59,55  | 58,54  | 1:58,09 | 58,18  | −      | 2:56,27 min          |

Datum: 24. Februar 2012

## Mannschaft
| Platz | Land                     | Bob                                       | Bob   | Bob                               | Bob   | Skeleton                       | Skeleton | Skeleton            | Skeleton | Gesamtzeit       |
| Platz | Land                     | 2er w                                     | Zeit  | 2er m                             | Zeit  | Frauen                         | Zeit     | Männer              | Zeit     | Gesamtzeit       |
| ----- | ------------------------ | ----------------------------------------- | ----- | --------------------------------- | ----- | ------------------------------ | -------- | ------------------- | -------- | ---------------- |
| 01    | Vereinigte Staaten I     | Elana Meyers Emily Azevedo                | 57,71 | Steven Holcomb Justin Olsen       | 56,20 | Katie Uhlaender                | 56,29    | Matthew Antoine     | 54,78    | 3:44,98 min      |
| 02    | Deutschland I            | Sandra Kiriasis Berit Wiacker             | 57,78 | Maximilian Arndt Steven Deja      | 56,59 | Marion Thees                   | 56,58    | Frank Rommel        | 54,76    | 3:45,71 + 0,73 s |
| 03    | Kanada I                 | Kaillie Humphries Emily Baadsvik          | 57,65 | Justin Kripps Timothy Randall     | 56,81 | Mellisa Hollingsworth-Richards | 56,57    | John Fairbairn      | 55,25    | 3:46,28 + 1,30 s |
| 04    | Vereinigte Staaten II    | Jazmine Fenlator Ingrid Marcum            | 58,30 | Nick Cunningham Dallas Robinson   | 56,34 | Anne O’Shea                    | 57,01    | John Daly           | 54,83    | 3:46,48 + 1,50 s |
| 05    | Deutschland II           | Cathleen Martini Christin Senkel          | 57,97 | Manuel Machata Michail Makarow    | 56,71 | Anja Huber                     | 57,30    | Alexander Kröckel   | 54,83    | 3:46,81 + 1,83 s |
| 06    | Russland II              | Anastassija Tambowzewa Natalja Kalaschnik | 58,43 | Alexander Kasjanow Juri Selichow  | 56,97 | Marija Orlowa                  | 56,87    | Sergei Tschudinow   | 55,16    | 3:47,43 + 2,45 s |
| 07    | Vereinigtes Königreich I | Paula Walker Rebekah Wilson               | 58,59 | John Jackson Stuart Benson        | 56,85 | Shelley Rudman                 | 56,99    | Kristan Bromley     | 55,13    | 3:47,56 + 2,58 s |
| 08    | Russland I               | Olga Fjodorowa Julija Timofejewa          | 58,67 | Alexander Subkow Maxim Mokroussow | 56,50 | Olga Potylizyna                | 57,44    | Alexander Tretjakow | 55,06    | 3:47,67 + 2,69 s |
|       | Kanada II                | Helen Upperton Marquise Brisebois         | −     | Lyndon Rush Timothy Randall       | −     | Amy Gough                      | −        | Eric Neilson        | −        | DNS              |

Datum: 19. Februar 2012
Die Mannschaften bestanden aus je einem männlichen und einem weiblichen Skeletonpiloten sowie je einem männlichen und einem weiblichen Zweierbobteam. Zuerst startete der männliche Skeletonpilot, dann das Frauenbobteam, danach die weibliche Skeletonpilotin und als Abschluss das Bobteam der Männer. Es wurde jeweils nur ein Lauf ausgefahren, die vier Einzelläufe zu einem Gesamtergebnis addiert.
Das Team  Kanada II war gemeldet, ging aber nicht an den Start.

## Medaillenspiegel
| Platz | Land                   | Gold | Silber | Bronze | Gesamt |
| ----- | ---------------------- | ---- | ------ | ------ | ------ |
| 1     | Vereinigte Staaten     | 4    | -      | 1      | 5      |
| 2     | Kanada                 | 1    | 2      | 1      | 4      |
| 3     | Lettland               | 1    | -      | -      | 1      |
| 4     | Deutschland            | -    | 4      | 2      | 6      |
| 5     | Vereinigtes Königreich | -    | -      | 1      | 1      |
| 5     | Neuseeland             | -    | -      | 1      | 1      |